# مجهريات البقعة

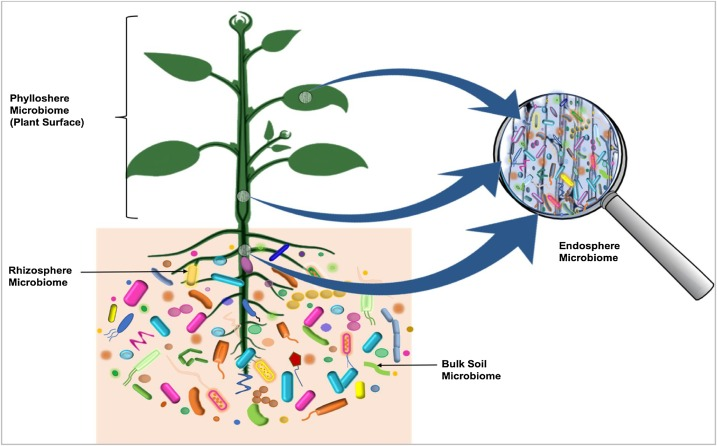
تعد المجتمعات الميكروبية المتنوعة من الكائنات الحية الدقيقة المميزة جزءًا من الميكروبات النباتية، وتوجد على الأسطح الخارجية وفي الأنسجة الداخلية للنبات المضيف، وكذلك في التربة المحيطة.

مِجْهَرِيَّاتُ البُقْعَة هي مجموعة من الكائنات الحية الدقيقة التي قد تكون متكافلة أو متبادلة أو مسببة للأمراض الموجودة في جميع الكائنات متعددة الخلايا، بما في ذلك النباتات. تشمل الكائنات الحية الدقيقة على البكتيريا، والعتائق، والطلائعيات، والفطريات، والفيروسات، وقد وجد أنها ضرورية للتوازن المناعي والهرموني والاستتباب لمضيفها.
يصف مصطلح الميكروبيوم إما الجينوم الجماعي للميكروبات التي تعيش في مكان بيئي أو الميكروبات نفسها.
ظهر الميكروبيوم والمضيف أثناء التطور كوحدة تآزرية من علم التخلق والخصائص الوراثية، والتي يشار إليها أحيانًا بشكل جماعي باسم holobiont. كان وجود الكائنات الحية الدقيقة في أحشاء الإنسان وغيره من الكائنات الحية الدقيقة أمرًا بالغ الأهمية لفهم التطور المشترك بين الكائنات الحية الدقيقة والبكتيريا. تلعب الكائنات الحية الدقيقة أدوارًا رئيسية في الاستجابات المناعية والتمثيل الغذائي المعوي من خلال إنتاج التخمير (الأحماض الدهنية قصيرة السلسلة)، والأسيتات.